# Believe in Love
«Believe in Love» es una canción de la banda alemana de hard rock y heavy metal Scorpions, publicada como sencillo en 1988 por los sellos Harvest/EMI y Mercury Records e incluida como la pista final del álbum Savage Amusement (1988). Escrita por el vocalista Klaus Meine y el guitarrista Rudolf Schenker, es una power ballad de rock que trata sobre creer en el amor. Salió al mercado en los formatos vinilo de 7", 12", maxisencillo, casete y CD Video, cuyo lado B lo ocuparon diversas canciones de acuerdo al formato.
Una vez en el mercado, ingresó únicamente en las listas Mainstream Rock Tracks de los Estados Unidos y French Singles Chart de Francia, en donde logró los puestos 12 y 89, respectivamente. Para promocionarlo, en el mismo año se grabó un videoclip que muestra a la banda interpretando la canción, mezclada con imágenes de la gira por la Unión Soviética, como parte del Savage Amusement Tour (1988-1989).

## Composición y grabación
La letra la escribió el vocalista Klaus Meine, mientras que la música la compuso el guitarrista Rudolf Schenker. «Believe in Love» es una power ballad de rock que trata sobre creer en el amor,  la cual posee «preciosas melodías, un buen estribillo y un gran hook», según Meine. Al igual que las demás canciones que integran el disco Savage Amusement, su grabación se realizó en los estudios Dierks en Colonia (Alemania) entre 1987 y 1988. Con el relanzamiento de Taken by Force (1977) en 2015 para conmemorar el 50" aniversario de la banda, se incluyó como bonus track la maqueta de la canción, dando a entender que se creó durante las sesiones de ese álbum.

## Lanzamiento
«Believe in Love» salió a la venta como sencillo el 15 de agosto de 1988 por los sellos Harvest/EMI para Europa y por Mercury Records para los Estados Unidos. Dependiendo del formato de almacenamiento, el lado B lo ocupó distintas canciones. En la edición europea del vinilo de 7" lo fue «Love On the Run», mientras que en el vinilo de 12" y el maxisencillo también lo ocupó «Love On the Run», además de una versión acotada de «Believe in Love» de 3:49 minutos de duración. A su vez, se editó en sencillo en CD con «Rhythm of Love» y «Love On the Run» como lado B. Por su parte, en los Estados Unidos, tanto en el vinilo de 7" como el de 12" el lado B lo ocupó la versión acotada de «Believe in Love», mientras que en el casete estaba «Love On the Run». También en este país, Mercury publicó una edición limitada en CD Video, conformada por las pistas de audio de «Believe in Love», «Love on the Run», «Walking On the Edge» y «Media Overkill», y el videoclip de «Believe in Love». Cabe señalar que la dirección del video quedó a cargo de Marty Callner.

## Lista de canciones
| Vinilo de 7" (edición europea) y casete |                   |                                  |          |  |
| N.º                                     | Título            | Escritor(es)                     | Duración |  |
| 1.                                      | «Believe in Love» | Schenker, Meine                  | 5:20     |  |
| 2.                                      | «Love On the Run» | Schenker, Meine, Herman Rarebell | 3:35     |  |

| Vinilo de 12" y maxisencillo |                   |                           |          |  |
| N.º                          | Título            | Escritor(es)              | Duración |  |
| 1.                           | «Believe in Love» | Schenker, Meine           | 5:20     |  |
| 2.                           | «Rhythm of Love»  | Schenker, Meine           | 3:47     |  |
| 3.                           | «Love On the Run» | Schenker, Meine, Rarebell | 3:35     |  |

| Sencillo en CD |                                |                           |          |  |
| N.º            | Título                         | Escritor(es)              | Duración |  |
| 1.             | «Believe in Love»              | Schenker, Meine           | 3:49     |  |
| 2.             | «Love On the Run»              | Schenker, Meine, Rarebell | 3:35     |  |
| 3.             | «Believe in Love» (versión LP) | Schenker, Meine           | 5:20     |  |

| Vinilo de 7" y 12" (edición estadounidense) |                                     |                 |          |  |
| N.º                                         | Título                              | Escritor(es)    | Duración |  |
| 1.                                          | «Believe in Love»                   | Schenker, Meine | 5:20     |  |
| 2.                                          | «Believe in Love» (versión editada) | Schenker, Meine | 3:35     |  |

| CD Video |                               |                           |          |  |
| N.º      | Título                        | Escritor(es)              | Duración |  |
| 1.       | «Love On the Run»             | Schenker, Meine, Rarebell | 3:35     |  |
| 2.       | «Walking on the Edge»         | Schenker, Meine           | 5:05     |  |
| 3.       | «Media Overkill»              | Schenker, Meine           | 3:32     |  |
| 4.       | «Believe in Love»             | Schenker, Meine           | 5:20     |  |
| 5.       | «Believe in Love» (videoclip) | Schenker, Meine           | 4:01     |  |

## Posicionamiento en listas
| País           | Lista                  | Máxima posición |
| -------------- | ---------------------- | --------------- |
| Estados Unidos | Mainstream Rock Tracks | 12              |
| Francia        | French Singles Chart   | 89              |

## Músicos
- Klaus Meine: voz
- Rudolf Schenker: guitarra rítmica
- Matthias Jabs: guitarra líder
- Francis Buchholz: bajo
- Herman Rarebell: batería